# Запрян Фазлов
Запрян Георгиев Фазлов, с партизански псевдоним Леваневски, е участник в комунистическото партизанско движение в България по време на Втората световна война.

## Биография
Запрян Фазлов е роден на 22 октомври 1921 година в село Кирекчии, Пловдивско. Носи фамилията на втория си баща Георги Фазлов от село Стряма. Учи в стрямското училище до втори прогимназиален клас. Работи земеделска работа. На 16 години е обвинен в кражба и е осъден на две години затвор. Като малолетен е освободен след една година.
През 1941 година е войник в 9-и Пехотен полк. По време на службата в Битоля е наранен и след лечение в Пловдив се завръща в с. Стряма.
Участва в комунистическото партизанско движение в България през Втората световна война. Преминава в нелегалност и се присъединява към средногорските партизани. На 14 август 1943 година в местността „Страчовец“ след обединението на четите и няколко бойни групи се създава Партизански отряд „Васил Левски“. Подразделя се на три чети. Командир е Запрян Фазлов (Леваневски), политкомисар Коста Мандраджиев, заместник-командир Гънчо Койчев. През есента на 1943 г. броят на партизаните в отряда достига 250 бойци. По свидетелство на Слави Чакъров, сътрудник на щаба на Втора Пловдивска въстаническа оперативна зона поради неподчинение е заменен като командир от Дечо Бутев. До 9 септември 1944 г. е командир на отряд в състава на Втора средногорска бригада „Васил Левски“. Организира и участва в множество бойни акции. Осъден четири пъти на смърт (1943 г., 1944 г.).
Непосредствено след Деветосептемврийския преврат от 1944 година ръководи масово клане в разгърналия се в страната терор, при което в село Стряма са избити над 50 души.
През декември 1944 година по обвинение в неподчинение и превишаване на власт е арестуван. Следствен в Дирекция на МВР (София). Последният свидетел, който документира случая, е Минко Гечев, партизанин от Партизански отряд „Христо Кърпачев“ (следствен в същото време за случая с Тончо Стаевски). От края на юни 1945 г. следите му се губят.
Централната контролно-ревизионна комисия на БКП (ЦКРК) на 21 март 1977 г. реабилитира Запрян Фазлов (Леваневски) и го признава посмъртно за активен борец и отменя решение на Контролната комисия при ЦК на БКП за нереабилитирането му от 18.V.1964 г.
Писателят и партизанин от Втора средногорска бригада „Васил Левски“ Давид Овадия издава биографичната книга „Леваневски“, С., 1978, 1980, 1992.
Предвид неизяснени факти от живота и смъртта на Леваневски тезата за криминален рецидивист превърнат в партизанска легенда има своите поддържници. Михаил Груев определя Леваневски като „една от най-зловещите фигури в партизанското движение“.